# 白川郷・五箇山の合掌造り集落

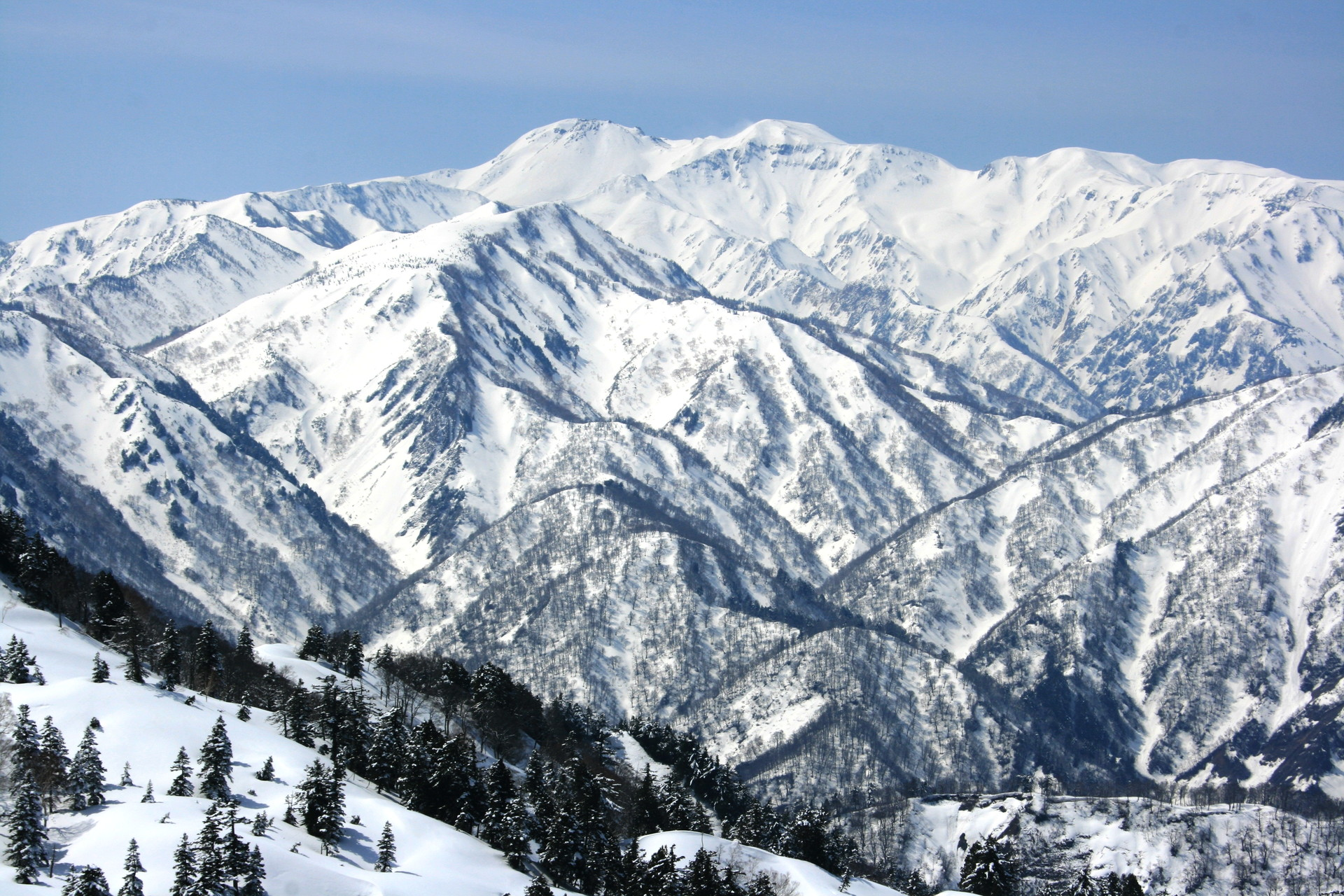
白川郷から西に見える三方岩岳から望む春の白山。
（2010年（平成22年）4月）

白川郷・五箇山の合掌造り集落（しらかわごう・ごかやまのがっしょうづくりしゅうらく）は、飛越地方の白川郷と五箇山にある合掌造りの集落群である。1995年（平成7年）12月9日にユネスコの世界遺産（文化遺産）に登録され、日本では6件目の世界遺産となった。

## 歴史
白川郷（岐阜県大野郡白川村）と五箇山（富山県南砺市）は、いずれも飛越地方庄川流域の歴史的地名で、白川郷は上流域、五箇山は中流域である。白川郷は荘白川（しょうしらかわ）ともいい、現在は岐阜県大野郡白川村と高山市荘川町に分かれている。五箇山は富山県の旧東礪波郡平村、上平村、利賀村の3村に含まれていたが、現在はいずれも南砺市に属する。
この地域は、白山信仰の修験者や平家の落人伝説とも結びつきが深い。地名としての白川郷は12世紀半ば、五箇山は16世紀にそれぞれ確認できるが、合掌造りがいつ始められたのかは定かではない。江戸時代中期にあたる17世紀末に原型ができたと推測されている。
江戸時代の白川郷は高山藩領と浄土真宗照蓮寺領となり、前者はのちに天領となった。一方の五箇山は加賀藩領となり、塩硝生産が保護されていた。塩硝は火薬の原料となる硝酸カリウムで、五箇山では雑草と蚕の糞を利用して抽出する培養法が行われていた。五箇山は流刑地にもなっていた陸の孤島である分、原料調達の長所のほかに秘伝の漏洩を防ぐという意味でも適しており、稲作に不向きな土地柄で養蚕とともに発達した家内工業の一つであった。一帯では現在は水田が見られるが、それらのうち少なからぬ部分が戦後に転作されたものであり、もともとの農業の中心は、焼畑によるヒエ、アワ、ソバ、および養蚕のための桑である。ヒエやアワの収穫は自給分が精一杯であったから、その分家内工業の存在が大きくなった。
合掌造りは、そうした家内工業の発展にあわせて、大型化、多層化していったと考えられている。なお、合掌造りが普及する以前の住居形式については、まだはっきりしていない。

### 合掌造りの発達
「合掌造り」はそれほど古い用語ではなく、1930年（昭和5年）頃にフィールドワークを行なった研究者らによって使われはじめたと推測されている。その定義は一様ではないが、日本政府が世界遺産に推薦した際には、「小屋内を積極的に利用するために、叉首（さす）構造の切妻造り屋根とした茅葺きの家屋」と定義づけた。名称の由来は、掌を合わせたように三角形に組む丸太組みを「合掌」と呼ぶことから来たと推測されている。
日本政府の定義では、屋根の急勾配に触れられていないが、実際のところ、合掌造りの屋根はおよそ45度から60度まで幅があり、初期のものほど傾斜がゆるい傾向にある。この傾斜は、豪雪による雪下ろしの作業軽減や多雨地帯でもあることによる水はけを考慮したものと考えられている。合掌造り家屋の中では、家内工業として和紙漉き、塩硝作り、養蚕が行なわれていたが、このうち明治時代以降も継続され、家屋の大型化にも大きく寄与したのは養蚕業であった。
養蚕は地域によっては住居と別棟を作って行うこともあったが、山間にあった集落では少しでも農地を確保するために、住居の屋根裏を活用する必要があったと考えられている。合掌造りが切妻屋根を採用したのも、入母屋造や寄棟造に比べて屋根裏の容積を大きく取れるからであると指摘されている。また、屋根の勾配を急にしたことは、屋根裏に二層もしくは三層の空間を確保することにつながり、豪雪への対策以外に養蚕業にとっても都合が良いものであった。ことに、気候によって普通ならば他の地域のように年に2回蚕を育てることが難しい白川郷や五箇山では、春の遅れを生活で出る暖気によって補うためにも、屋根裏を有効活用する必要があったのである。屋根裏の床材には竹簀が利用され、煙などが屋根裏に抜けやすいようになっている。
また、白川郷の合掌造り屋根はいずれも妻を南北に向けているが、これは以下の3つの効果を期待してのものとされる。
- 屋根に満遍なく日が当たるようにし、冬場の融雪と茅葺き屋根の乾燥を促進させるため[15]。
- 集落は南北に細長い谷にあり、それぞれの方向より強い風が吹くことから、風を受ける面積を少なくするため[15][20]。
- 夏場は逆に屋根裏部屋の窓を開放し、南北の風を吹き抜けさせることで夏蚕が暑さにやられないようにするため[20]。

合掌造りの床面積の広さや多層化は、集落の大家族制とも結びついている。かつての白川郷や五箇山では、せまい耕作地が相続によって細分化されることなどを防ぐために、結婚できるのは長男だけだった。その結果として、一つの住居に家長とその嫡流だけでなく、傍系に当たる親族や使用人たちも多数暮らす形となり、力をあわせて農業や家内工業に精を出したのである。ただし、屋根裏のうち上層部はせますぎて居住には適さず、あくまでも養蚕などの産業用に使用される空間であった。
屋根組みには釘を1本も使わず、丈夫な縄で固定する。これは、雪の重さや風の強さに対する柔軟性を生み、家の耐久性を増す工夫とされている。なお、建物そのものに釘を一切使わないわけではなく、床板などの打ち付けには使われている。この釘が和釘（角釘）なのか洋釘（丸釘）なのかは、築造年代を判断する手がかりにもなる。
合掌造りはその保全のために、30年から40年に一度のピッチで大規模な補修や屋根の葺き替えを行う必要がある。これは多くの人手と時間を要する大掛かりなものであり、住民総出で行われた。住民たちは近隣で「組」（くみ）と呼ばれる互助の組織を形成し、その単位を土台として「結」（ゆい）を行う。屋根の葺き替えにおいて重要な「結」は、鎌倉時代にこの地に根付いたとされる浄土真宗の信仰に起源を持つ。屋根は原則として一日のうちに葺き替えを終わらせた。これは降雨を警戒したからとか、春先に行なわれることが多く、農作業との兼ね合いで複数日にわたって村人達の協力を仰ぐことが難しかったからなどと説明される。ただし、加須良集落などは住民が少なかったため、複数日に分けざるをえなかったという。
なお、小規模な補修は毎年のように行なわれる。これは大雪が降った後に、屋根に積もった雪が滑り落ちるとき、茅が巻き込まれて抜け落ちることがあるためである。そうした小規模な補修を「差茅」（さしがや）と呼ぶ。
明治時代中期に当たる19世紀末頃が最も合掌造り集落が多かった時期と考えられており、一帯にはおよそ1850棟が存在していたとされる。ただし、この時でさえも、当時の日本全体の農家（約550万戸）の0.03パーセントほどを占める例外的存在に過ぎなかった。

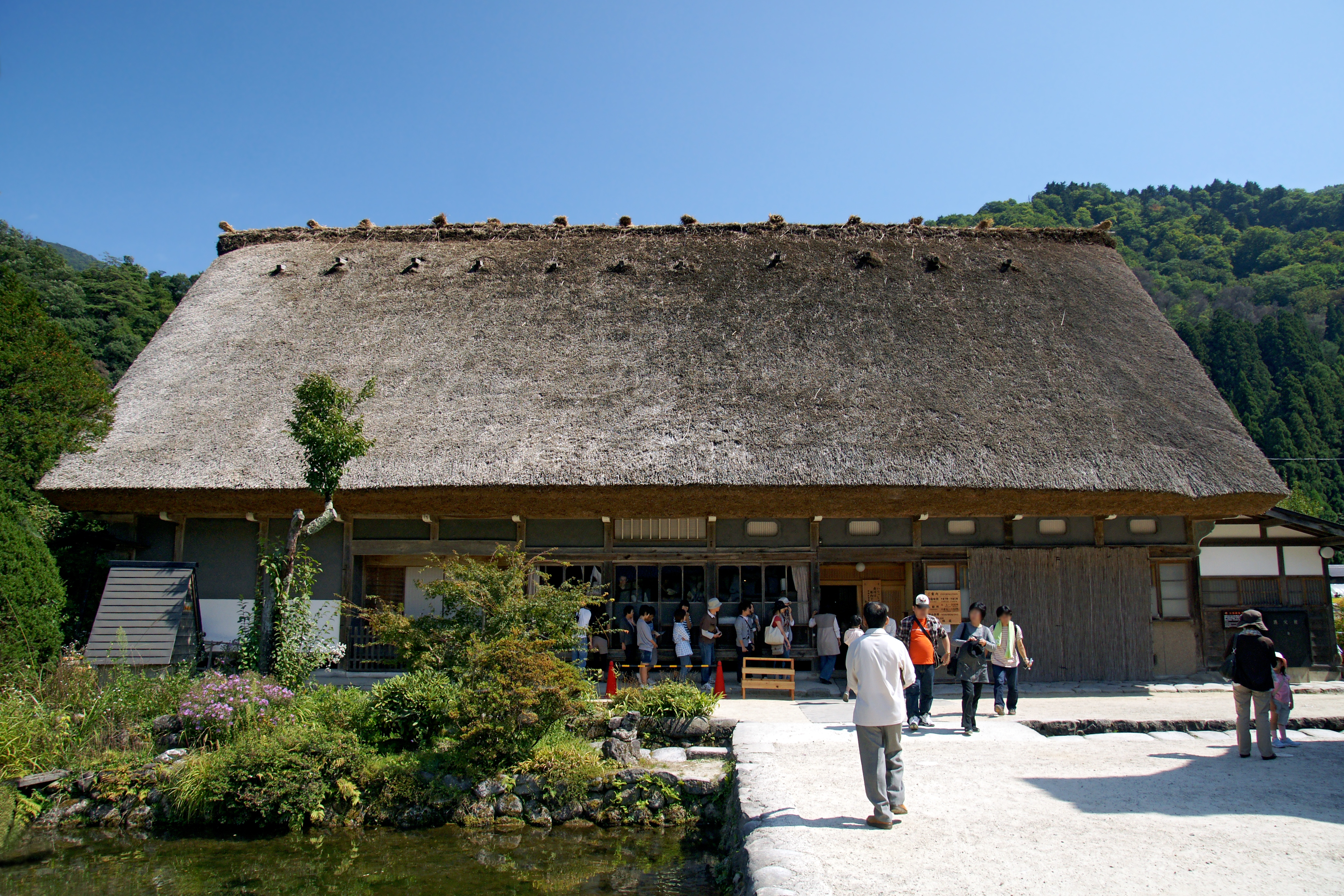
白川郷の冬の景観 （2006年（平成18年）3月）
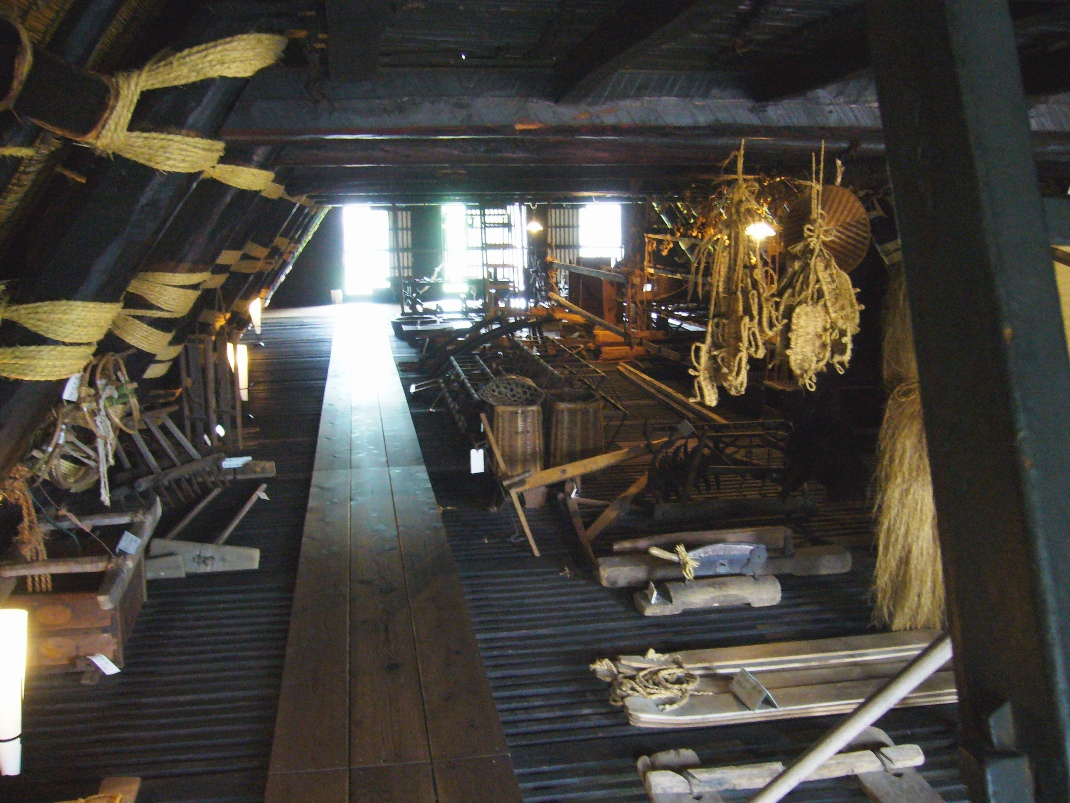
白川郷・長瀬家の三階内部 （2006年（平成18年）8月）
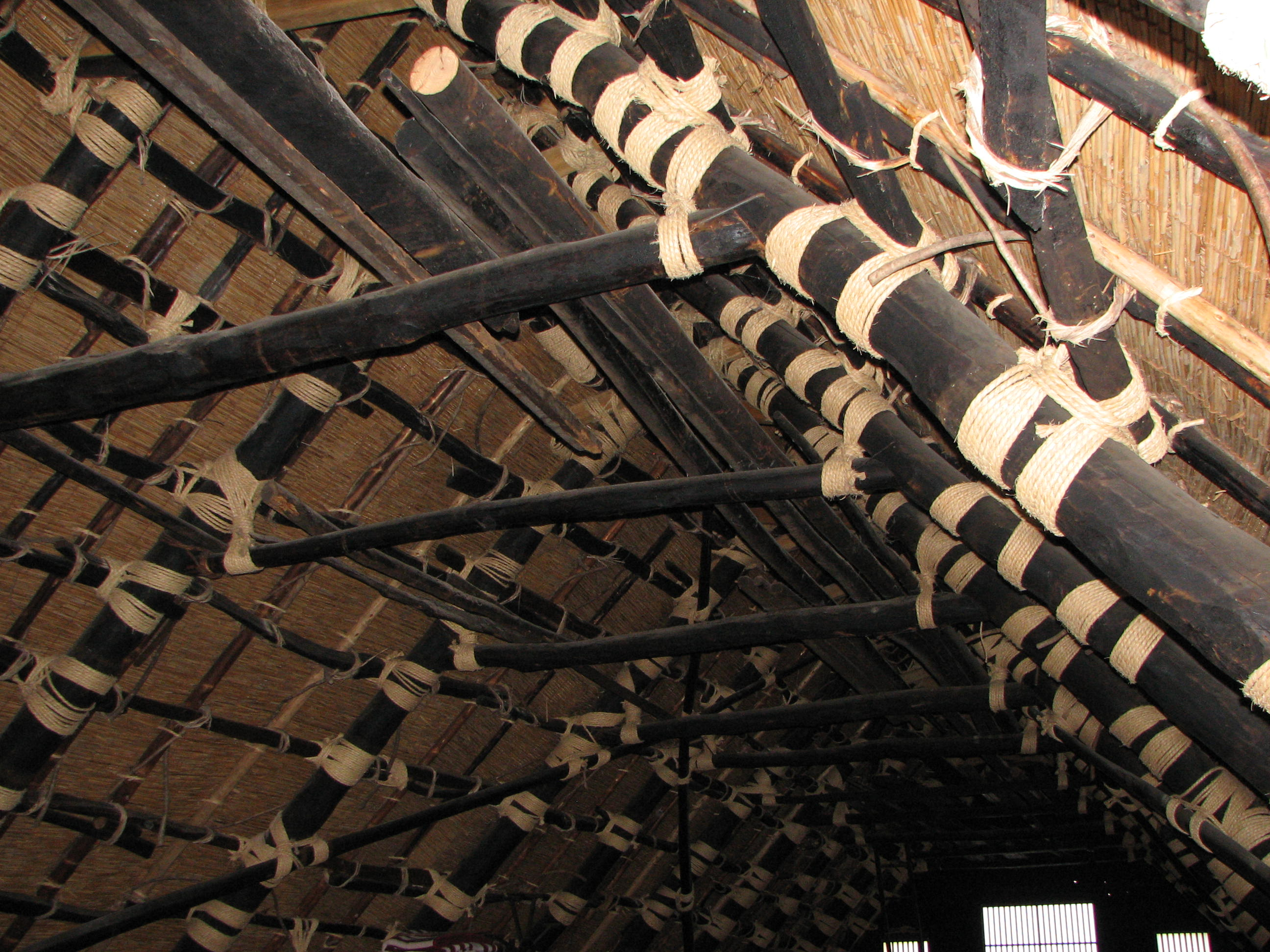
屋根裏。部材が縄で縛られているのが分かる。 （2008年（平成20年）4月）
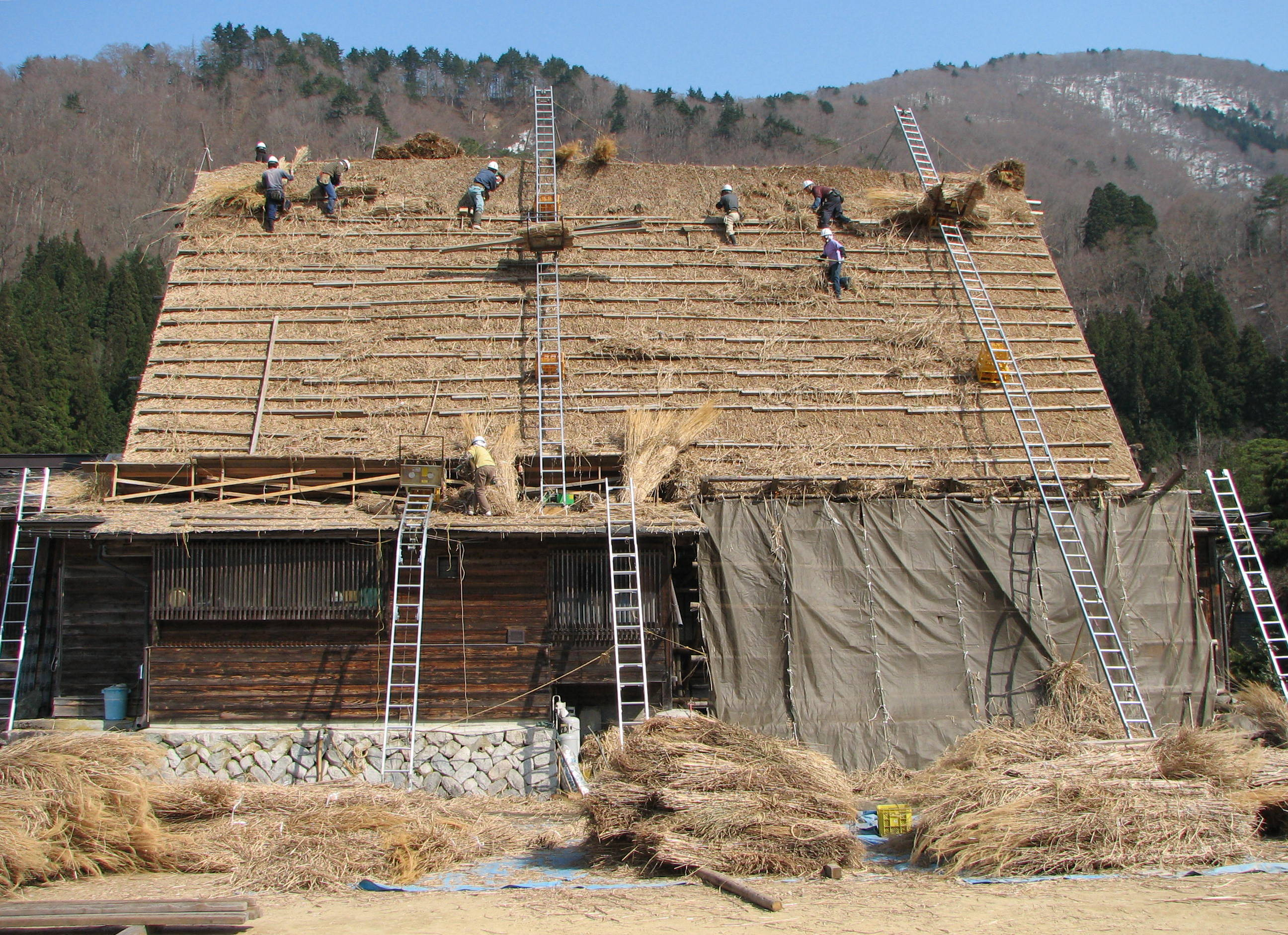
屋根の葺き替え （2008年（平成20年）4月）
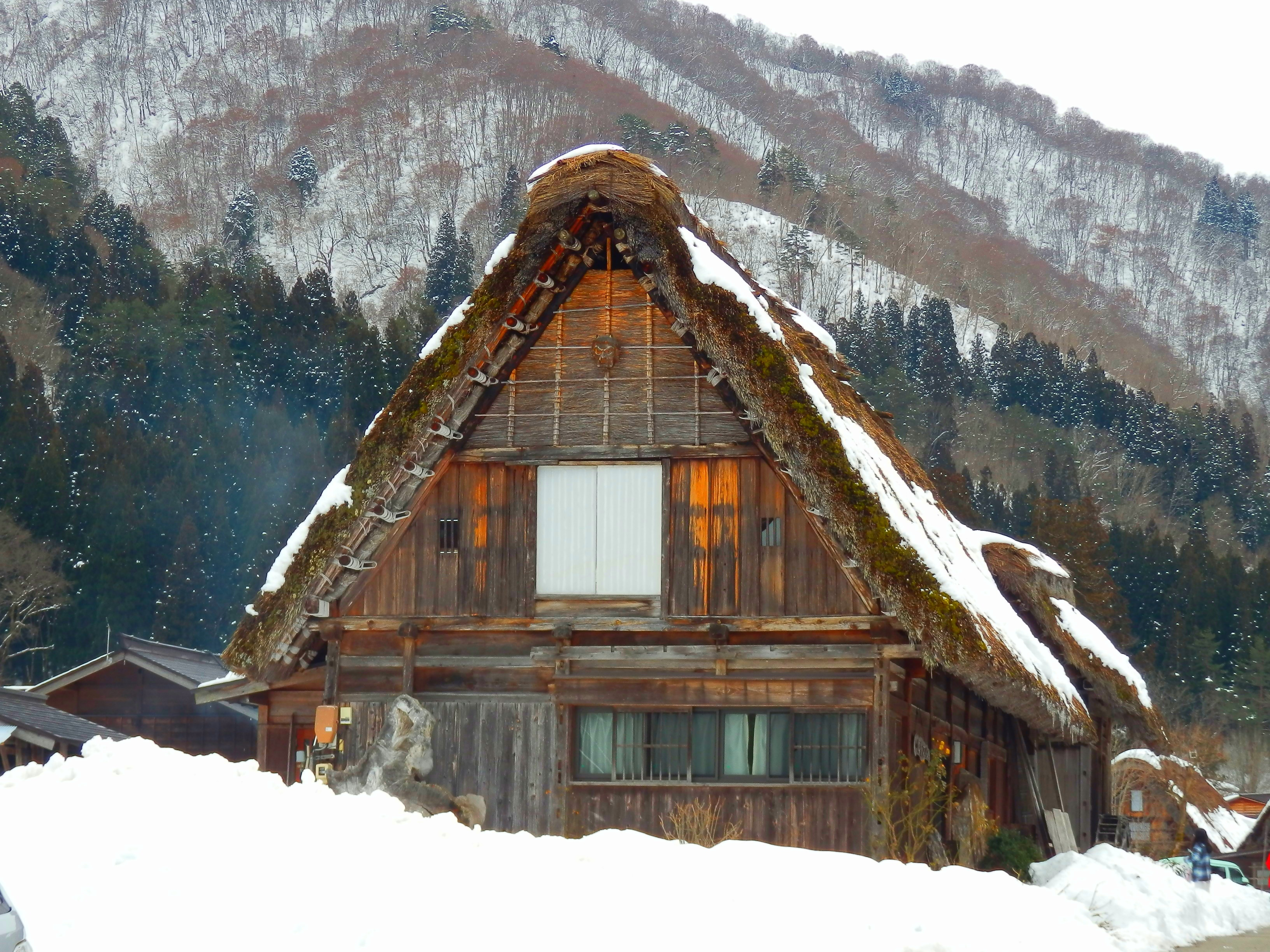
2024年（令和6年）

### 保存に向けた動き

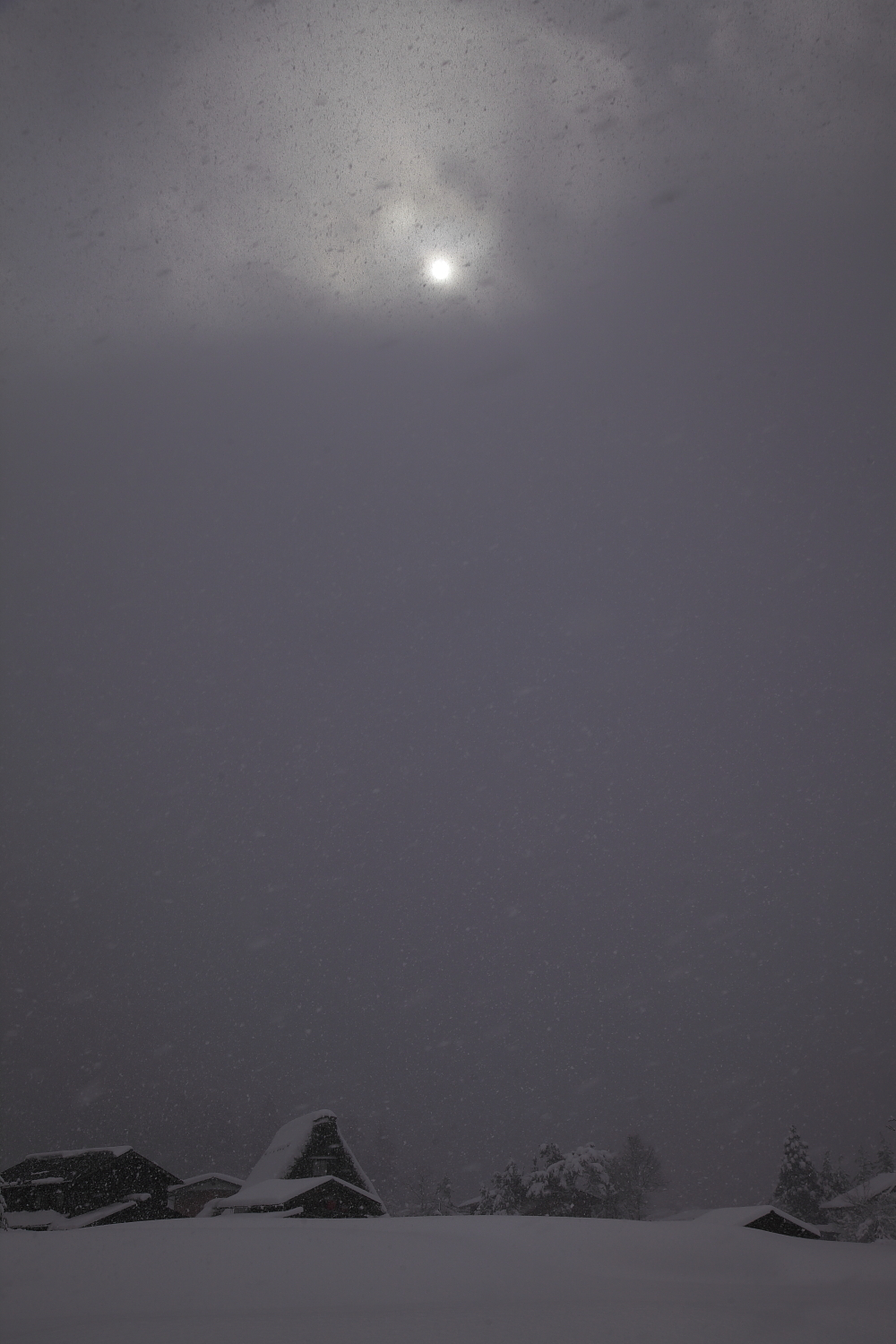
豪雪に見舞われる荻町集落
（2015年（平成27年）2月）

白川郷と五箇山の集落地帯は、有数の豪雪地帯であったことから周囲との道路整備が遅れ、結果として奇跡的に合掌造りの住居構造が残ることになった。それに関する研究は明治・大正期にも見られたが、秘境に奇妙な民俗を見出そうとするような興味を中心におき、質の高いものではなかった。かつて合掌造りが天地根元造から派生したとする説があったのも、「秘境」には原始的なものが残っているはずという偏見に基づいたのではないかといわれている。
その後、1930年代に日本の主要な建築物を見て回っていたドイツの建築家ブルーノ・タウトは、1935年（昭和10年）5月17日と18日に白川村を訪れ、同じ年の講演においてこう評した。
この評価は、民家研究の黎明期にあった日本において、合掌造り家屋の価値を認識させる上で重要だったとされる。タウトのこの評言は、後に日本政府が世界遺産に推薦する際に、合掌造り集落が持つ顕著な価値の証明としてそのまま引用することになる。

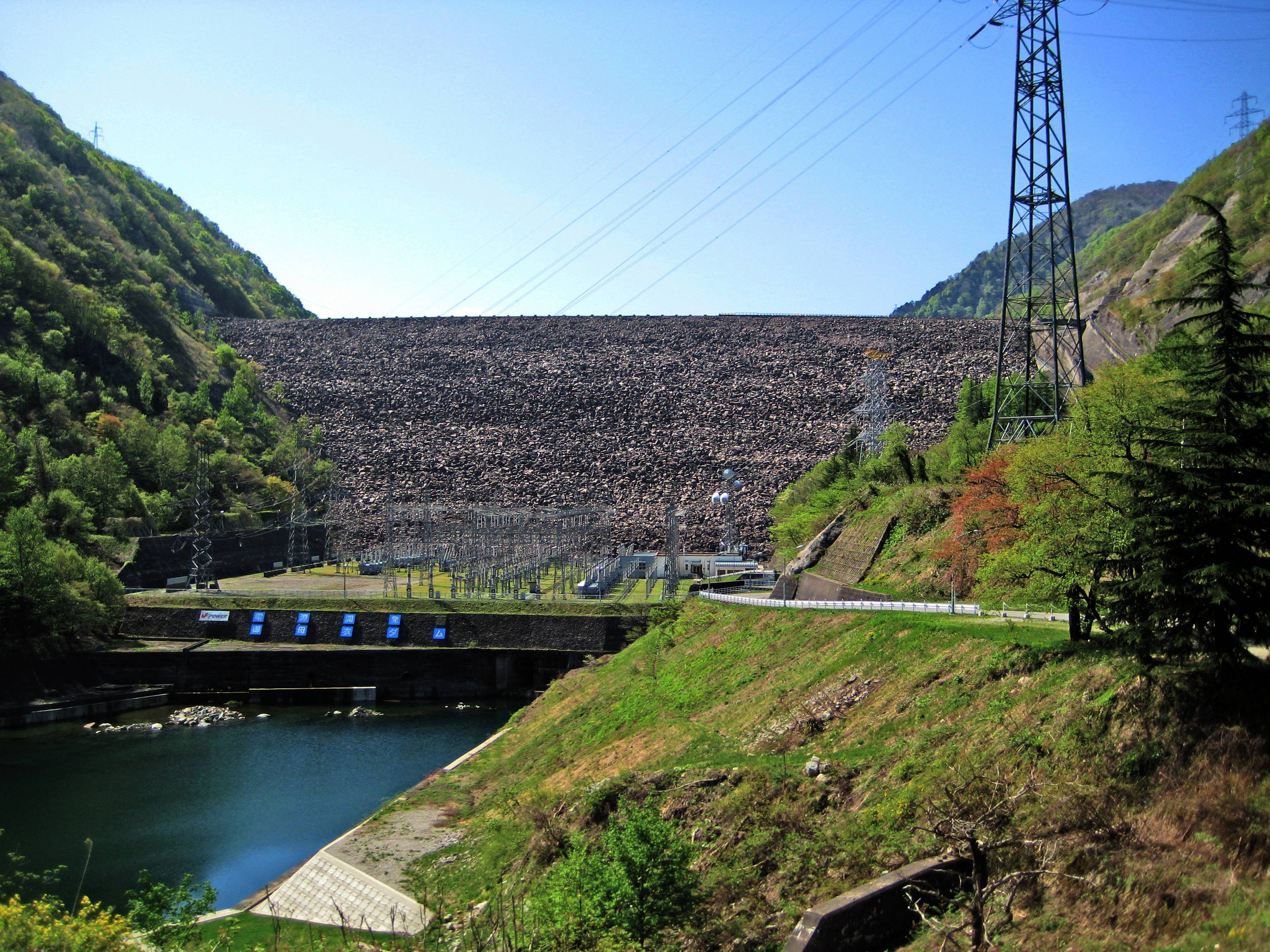
電源開発の御母衣ダム
（2008年（平成20年）5月）

しかし、第二次世界大戦後は電源開発の影響、産業の衰退、人口の都市部流出などもあって、多くの家屋が廃屋となった。庄川流域にはいくつものダムが建造されたが、特に日本最大級のロックフィルダムである電源開発の御母衣ダム（1961年（昭和36年）完成）の建設時には、白川郷の4集落が水没した。ほぼ同じ時期（1963年（昭和38年））に大豪雪によって集落が半年も孤立した状況も、外部への人口流出を促進したとされ、高度経済成長期を通じて消滅した集落は17に及び、合掌造り家屋は1945年（昭和20年）の300棟からほぼ半減した。同時に、相次ぐダム建設や高速道路建設などの公共事業の存在は、第一次産業人口の減少と相まって、残された地域の産業構造を変化させたとも指摘されている。御母衣湖沿いの国道156号には荘川桜が移植されて観光スポットをなっている。
しかし、それと並行して、伝統的な家屋形式をこれ以上失ってはいけないと、近隣住民を中心に文化遺産保存の機運が高まることになる。五箇山では1958年（昭和33年）に3つの民家（村上家住宅、羽馬家住宅、岩瀬家住宅）が国の重要文化財に指定され、1970年（昭和45年）には相倉集落と菅沼集落が国の史跡となった。
白川郷でも住民たちから集落を守ろうとする動きが起こり、1971年（昭和46年）には「荻町集落の自然環境を守る会」が発足し、野外博物館「白川郷合掌村」も生まれた。そして、1975年（昭和50年）の文化財保護法改正で伝統的な集落や街並み（伝統的建造物群）も保護対象になったことを踏まえ、翌年に荻町集落の重要伝統的建造物群保存地区選定に漕ぎ着けた。「荻町集落の自然環境を守る会」では、合掌造り家屋について「売らない、貸さない、壊さない」の三原則を掲げ、保存活動を行ってきた。ただし、過疎化に対応し、2023年からは「貸さない」についてはルールの緩和が行われることとなった。

### 世界遺産への登録経緯
日本は世界遺産条約を批准した1992年（平成4年）に、10件の文化遺産と2件の自然遺産を世界遺産の暫定リストに掲載した。「白川郷・五箇山の合掌造り集落」は、そのうちの一つである。1994年（平成6年）9月に推薦書がユネスコの世界遺産センターに提出された。なお、史跡になっていた相倉集落と菅沼集落は、世界遺産登録を見据えて1994年（平成6年）12月に重要伝統的建造物群保存地区として選定された。
日本政府は推薦理由として、日本の木造建築群の中でもきわめて特異な要素、すなわち急勾配の屋根、屋根裏の積極的な産業的活用などを備えていることや、そのような集落が、それを支える伝統的な大家族制などとともに稀少なものになってきており、保護の必要性があることなどを挙げていた。また、日本では「法隆寺地域の仏教建造物」「古都京都の文化財」に次ぐ3例目のシリアルノミネーションとなったことについては、それが合掌造りの地域的な広がりを示すものであるとともに、地域ごとの差異を示す上でも好適とした。
普通、世界遺産は推薦に当たって国内・国外の類似の物件との比較研究を行う必要があるが、日本政府は木を重んじる文化的伝統を持つ国内でも特殊なものであるとし、ブルーノ・タウトの評価などを引用してはいたが、他の物件との具体的な比較は示さなかった。この点については、国際記念物遺跡会議(ICOMOS)の評価でも最終的には問題とされず、そのまま受け入れられている。なお、ICOMOSの勧告書は、ビューロー会議の時点では白川郷のみの登録を勧告していたが、ビューローで五箇山の登録も認められ、勧告書が修正されたという:43。
1995年（平成7年）12月の第19回世界遺産委員会（ベルリン）で初めて審議され、世界遺産リストへの登録が認められた。人が住み続けている村落で世界遺産に登録されたのは、ホッローケー（ハンガリー、1987年）、ヴルコリニェツ（スロバキア、1993年）に続いて3件目だった。

#### 登録基準
日本政府はこれが国内でも特異な伝統集落であり、稀少なものになっていることを理由として挙げ、登録基準(4)と(5)に合致すると主張した。ICOMOSの評価でもそれは追認され、世界遺産委員会でも覆ることはなかった。
そのため、この世界遺産は世界遺産登録基準のうち、以下の条件を満たし、登録された（以下の基準は世界遺産センター公表の登録基準からの翻訳、引用である）。
- (4) 人類の歴史上重要な時代を例証する建築様式、建築物群、技術の集積または景観の優れた例。
  - この基準の適用理由は、これらの集落が「その環境や社会的・経済的存在理由に完璧に適応した伝統的集落の顕著な例」[46]ということによる。

- (5) ある文化（または複数の文化）を代表する伝統的集落、あるいは陸上ないし海上利用の際立った例。もしくは特に不可逆的な変化の中で存続が危ぶまれている人と環境の関わりあいの際立った例。
  - こちらの基準の適用理由は、1950年代以降の日本の急速な変化の中でも残存したという点で「彼らの長い歴史の精神的・物質的証拠を保存している」[46]ということである。

ちなみに、日本の文化遺産20件のうち、適用された基準に(4)を含むものは他に10件あるが、(5)を含むものはこれと「石見銀山遺跡とその文化的景観」「北海道・北東北の縄文遺跡群」しかない（2021年（令和3年）の第44回世界遺産委員会終了時点）。

### 登録名
世界遺産センターが公式に示している世界遺産の登録名は、英語: Historic Villages of Shirakawa-go and Gokayama、フランス語: Villages historiques de Shirakawa-go et Gokayamaである。文化庁は日本語名を「白川郷・五箇山の合掌造り集落」としている。

### 世界遺産登録後
世界遺産登録後も、独特の景観を守ろうとする努力は行なわれている。茅葺きの木造建築という特徴から、もともと火事に対する意識は高く、荻町地区では「組」単位で1日に3回（昼、夕方、21時）、「火の用心」を呼びかけて見回りを行っている。また、当番を決めておいて23時に集落全体を見回る「大まわり」も実施されている。荻町には重要伝統的建造物群保存地区選定後に設置された放水銃も50基以上あり、毎年秋に一斉放水する訓練が行われている。
電線を地中に埋設することなども行なって景観保護に配慮されているが、他方で急速な観光地化が景観にも悪影響を及ぼしていることが指摘されている。この点は後述の#観光地化を参照のこと。

## 登録対象
「白川郷」や「五箇山」のうち、合掌造りの集落が良好に残っている3集落、すなわち白川郷の荻町集落と、五箇山の相倉・菅沼の両集落のみを対象としている。すでに述べたように、荻町集落は1976年（昭和51年）に、相倉集落と菅沼集落は1994年（平成6年）に重要伝統的建造物群保存地区として選定されている。
これらはすでに述べたように、地域的な広がりと差異を示すものであるが、五箇山で2箇所選ばれたのは、大規模（荻町）、中規模（相倉）、小規模（菅沼）という集落の多様性を示すためでもあった。

### 荻町集落
荻町集落（おぎまちしゅうらく、英: Ogimachi Village）は、白川村の一部で、南北方向に約1,500メートル、東西方向には最も広いところで350メートルの広がりを持っている集落である。状態の良い合掌造り住宅59棟が残るが、明善寺庫裏の様式も合掌造りに分類されるため、これを含む場合は60棟となる。世界遺産の登録面積は45.6ヘクタールで、世界遺産登録面積の約3分の2を占める。
この集落の合掌造り家屋は、おおむね江戸時代末期から明治時代末期に建てられた。ほかに合掌造りを改築した住居や、合掌造りでない住居群もあるが、いずれも明治時代初期から20世紀中頃までに建造されたもので、十分に伝統的な集落の景観に調和しているとされる。すでに述べたように、荻町の合掌造り集落は妻を南北に向けて整然と並んでいる点に特色があり、家ごとの塀がないことと相まって、それが独特の景観を形成している。集落の北側には、高台の城山城址の展望台があり、荻町集落全体を見渡すことができる。集落の南にある白川八幡神社では10月中旬にどぶろく祭りが開催されている。神社からは、東にある埋蔵金伝説をもつ帰雲山へ林道が伸びていて、日本三百名山の猿ヶ馬場山への登山道入口となっている。
なお、世界遺産の3集落のうち、最も規模が大きく、また交通の便が良くなっているため、後述のように観光地化によって大きな影響を受けている集落でもある。

#### 和田家住宅
荻町の合掌造り家屋の中で、特徴的なのは和田家住宅である。これは江戸時代に塩硝の取引で栄えた名主の家で、国の重要文化財に指定されている。江戸時代末期の建築と推測され、高山大工が建てたとされる明善寺庫裏と酷似した間取りを持つことから、こちらも高山大工の作と推測する者もいる。有力者の家屋であるため他よりも大きく、特別な客を迎えるための式台が存在している点で通常の合掌造り家屋と顕著に異なる。

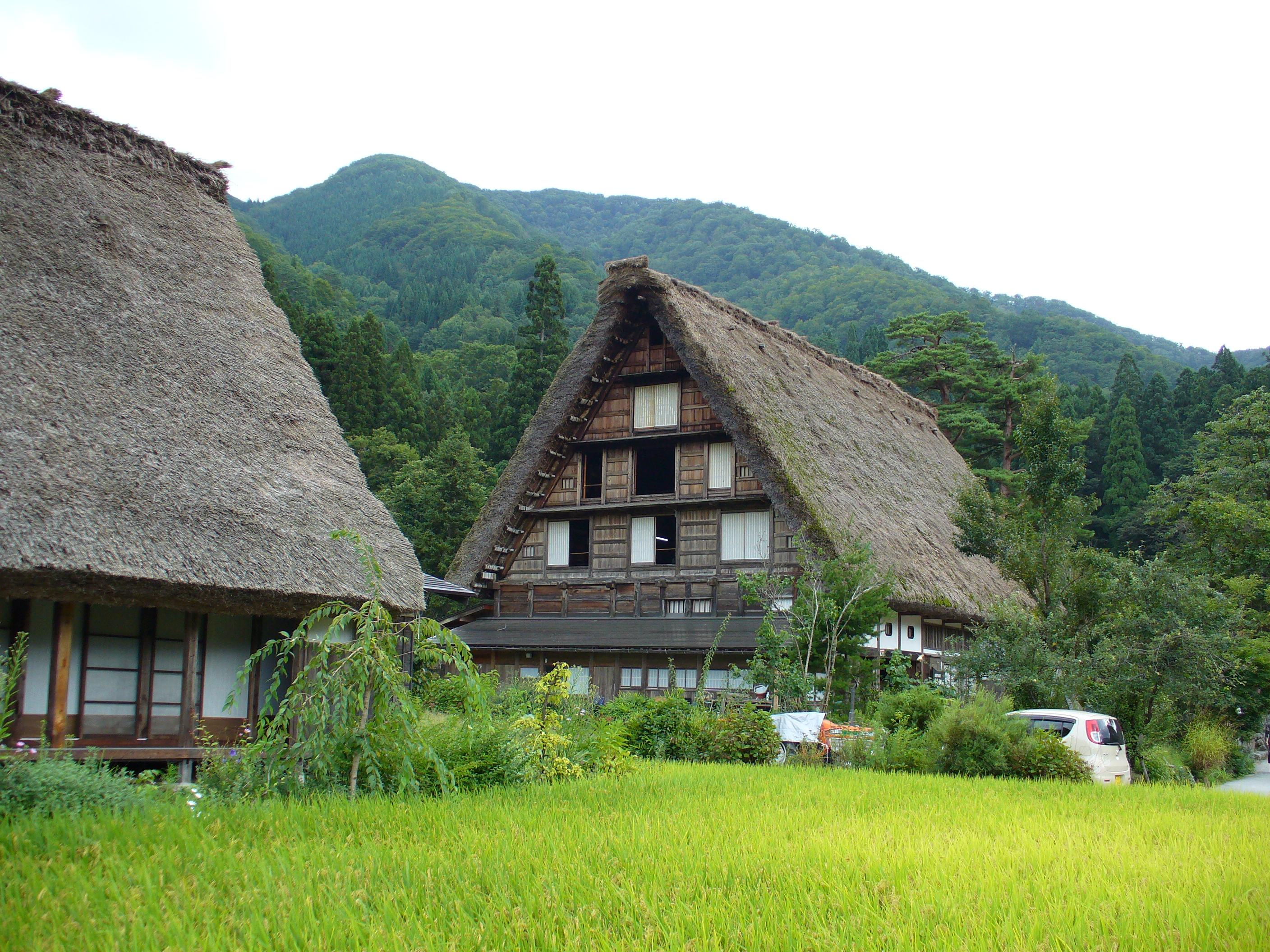
明善寺庫裏 （2006年（平成18年）9月）
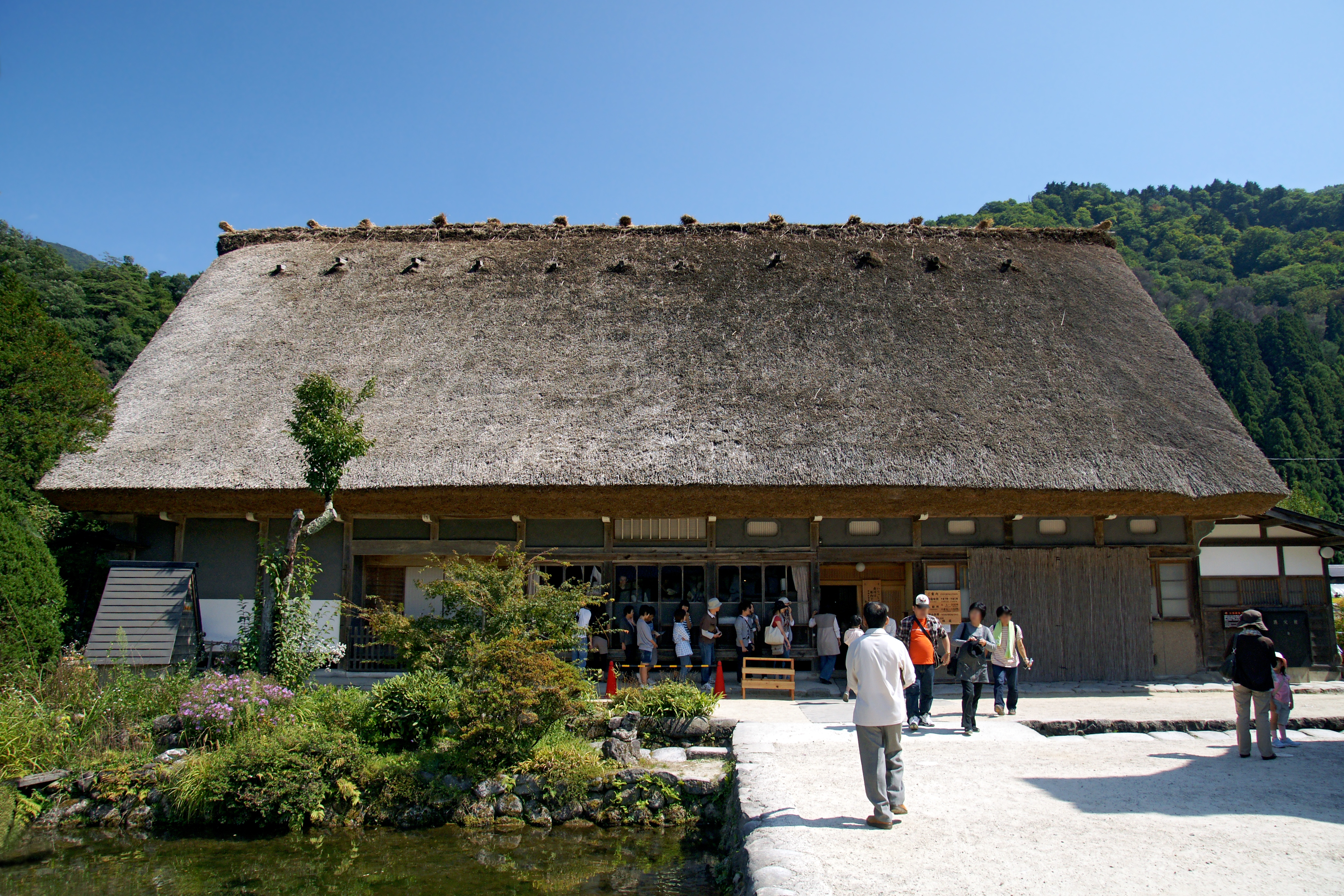
和田家住宅 （2009年（平成21年）9月）

### 相倉集落
相倉集落（あいのくらしゅうらく、英: Ainokura Village）は、南砺市の旧平村に含まれる集落で、世界遺産登録の3集落では最も北にある。南北方向に約500メートル、東西方向に約200メートルから300メートルほどの広がりを持ち、20棟の合掌造り家屋が残る集落で、世界遺産登録範囲は18ヘクタールである。
現在残る合掌造り家屋は主として江戸時代末期から明治時代末期に建てられたものである。その入り口の多くは妻入りであり、平入りを中心とした白川郷の合掌造りとは趣を異にし、その妻側の下屋の存在によって一見すると入母屋造のようにも見える。また、屋根に煙抜きが存在する点も異なっている。煙抜きを設置することで室内に囲炉裏の煙が充満することは避けられるが、その代わりに屋根の水はけが悪くなり、茅葺屋根の葺き替え周期が短めになるという短所も存在する。
塀などを持たない点は荻町集落と同じで、敷地いっぱいに建物を建てたため、前庭などはないのが普通である。
現在では水田の景観が見られるが、かつての平村では4番目に大きい集落であるとともに養蚕業が最も盛んな集落であり、桑畑が多く見られた。水田への転作は第二次世界大戦後のことである。

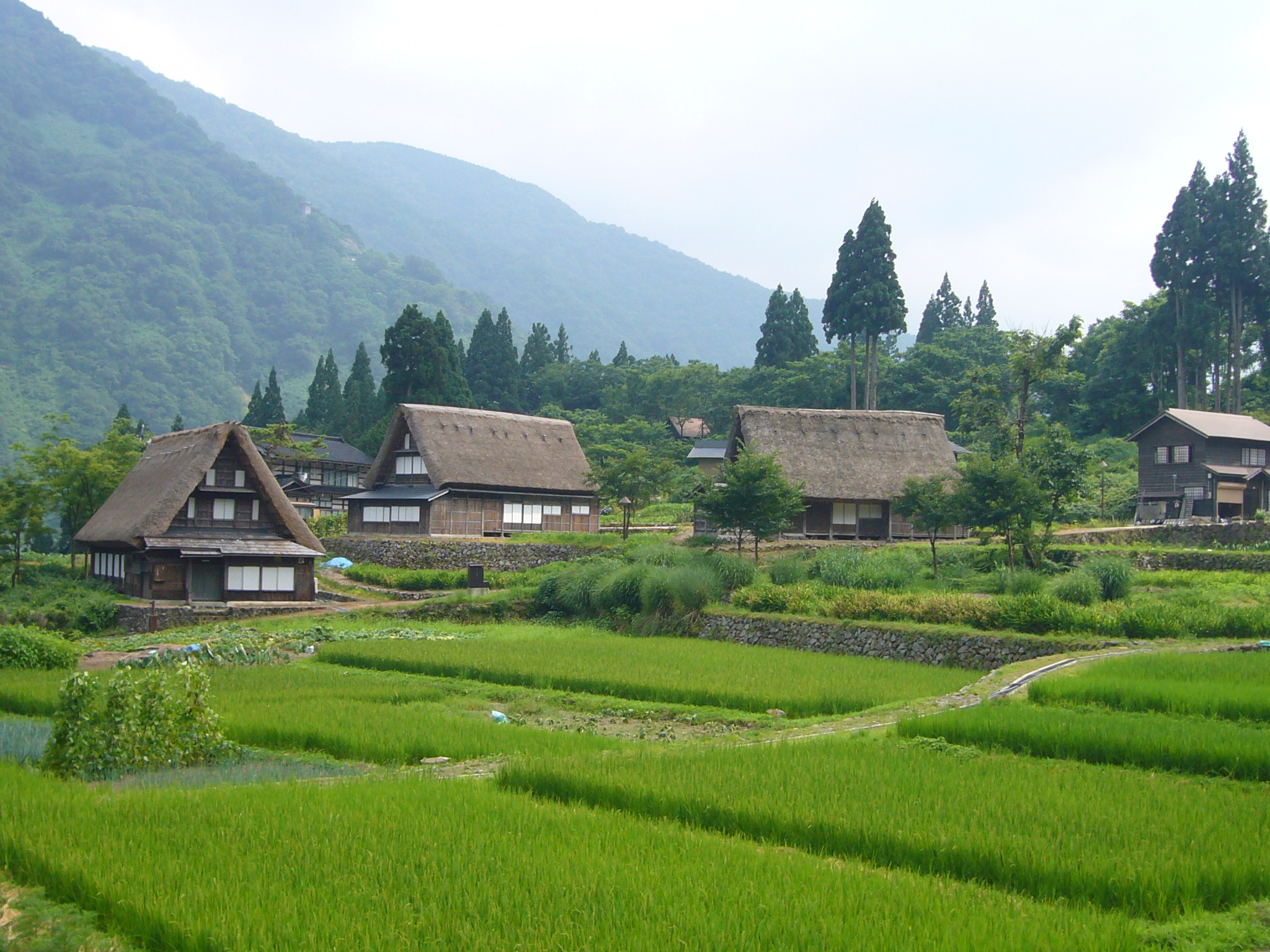
相倉の合掌造り集落 （2006年（平成18年）8月）
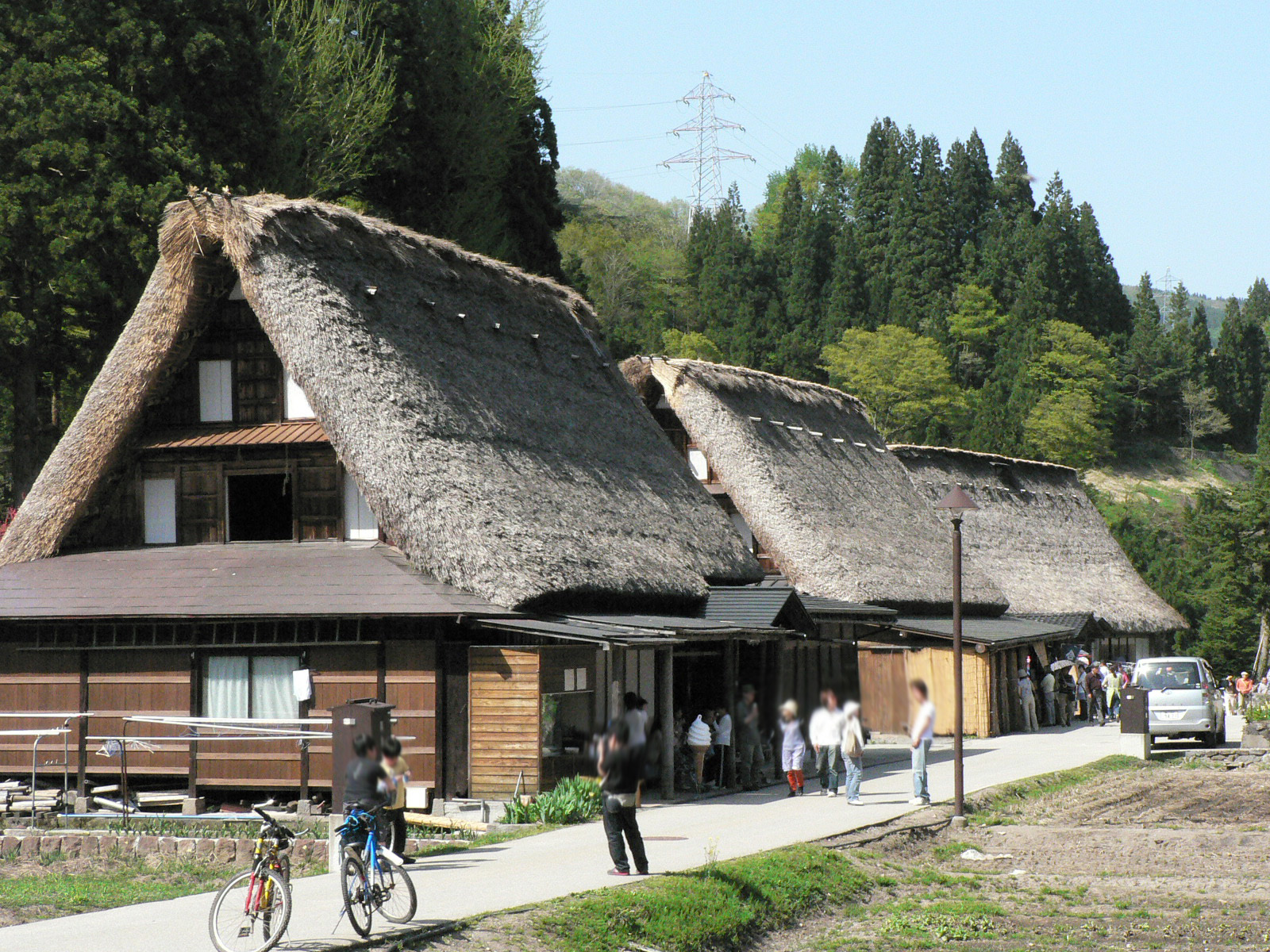
相倉の合掌造り家屋。妻側に入り口がある。 （2005年（平成17年）5月）
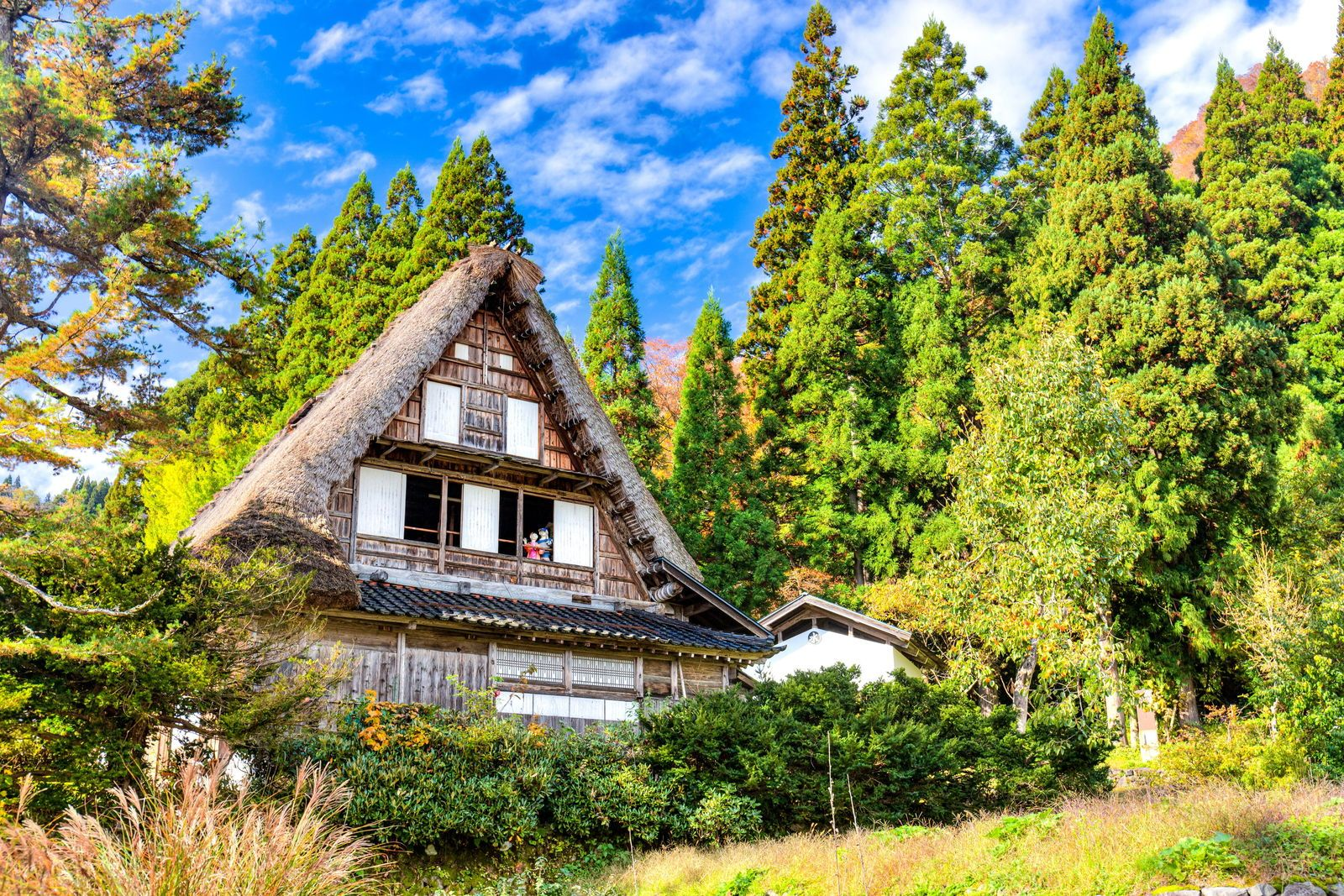
相倉合掌造り集落 （2022年（令和4年）11月）

### 菅沼集落
菅沼集落（すがぬましゅうらく、英: Suganuma Village）は、南砺市の旧上平村に含まれる集落である。南北方向に約230メートル、東西方向に約240メートルという広がりを持ち、9棟の合掌造り家屋が残る集落で、世界遺産登録面積は4.4ヘクタールである。
合掌造り家屋のうち、江戸時代末期に建てられたのは2棟で、6棟は明治時代に建てられている。残り1棟は大正時代末期に当たる1925年（大正14年）に建てられた。妻入りで外観が入母屋造に似ているという点は相倉集落と共通する。
塀などがない点は他2つの集落と同じだが、他所と比べて土地がせまいため、住居区域と農業区域が分けられている点は特徴的である。

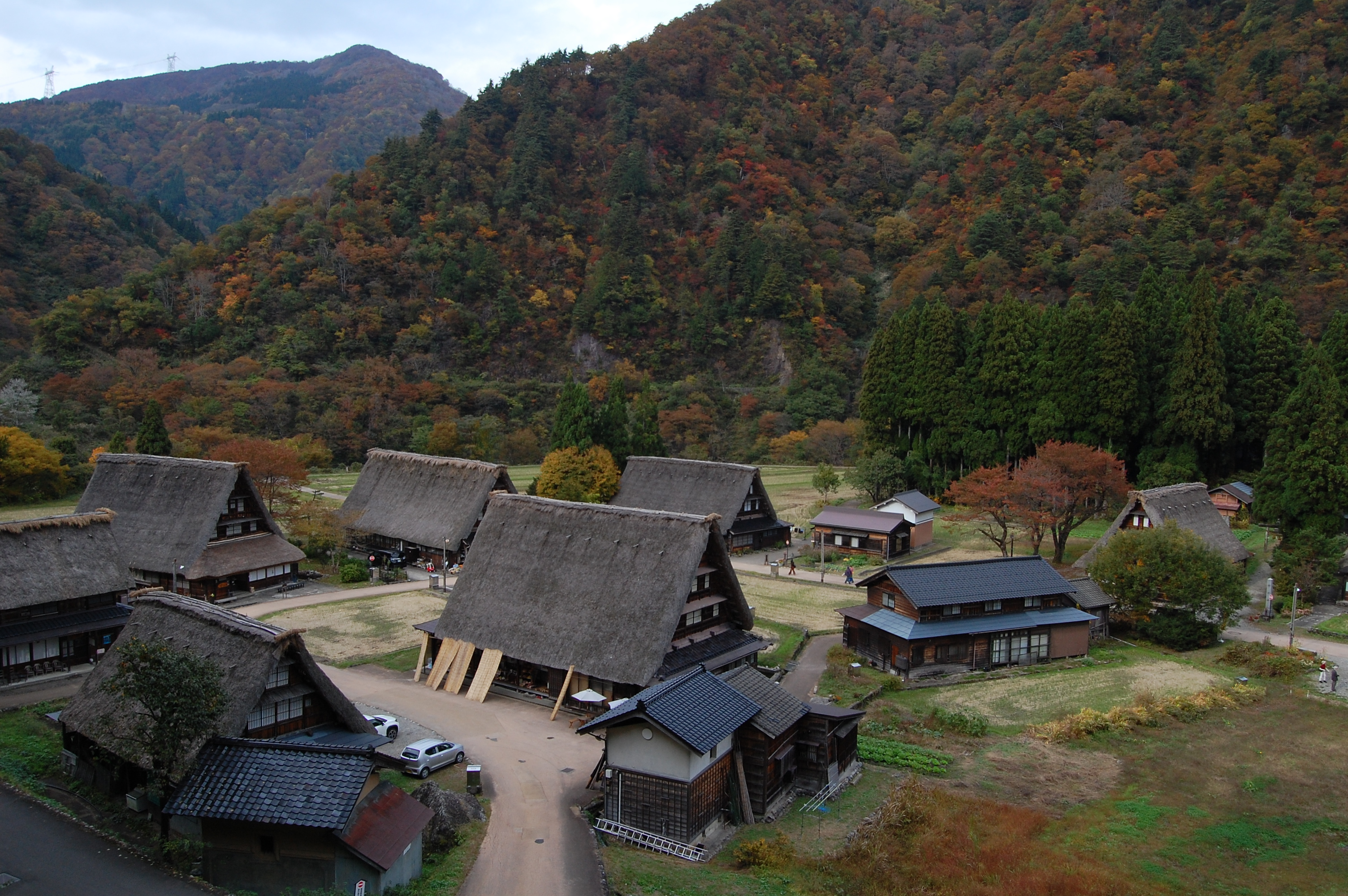
菅沼の合掌造り集落（2021年11月）
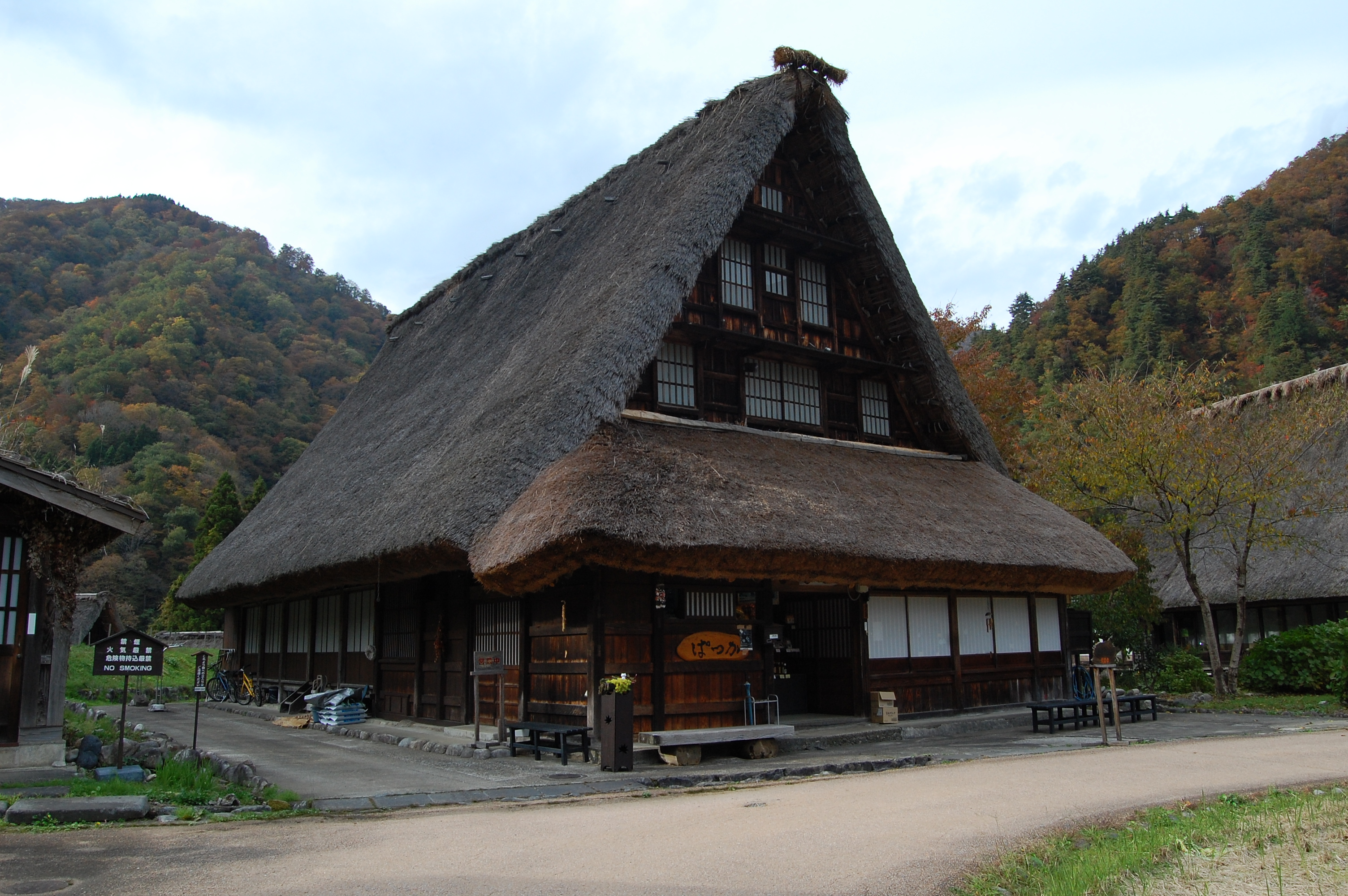
合掌造り家屋（2021年11月）
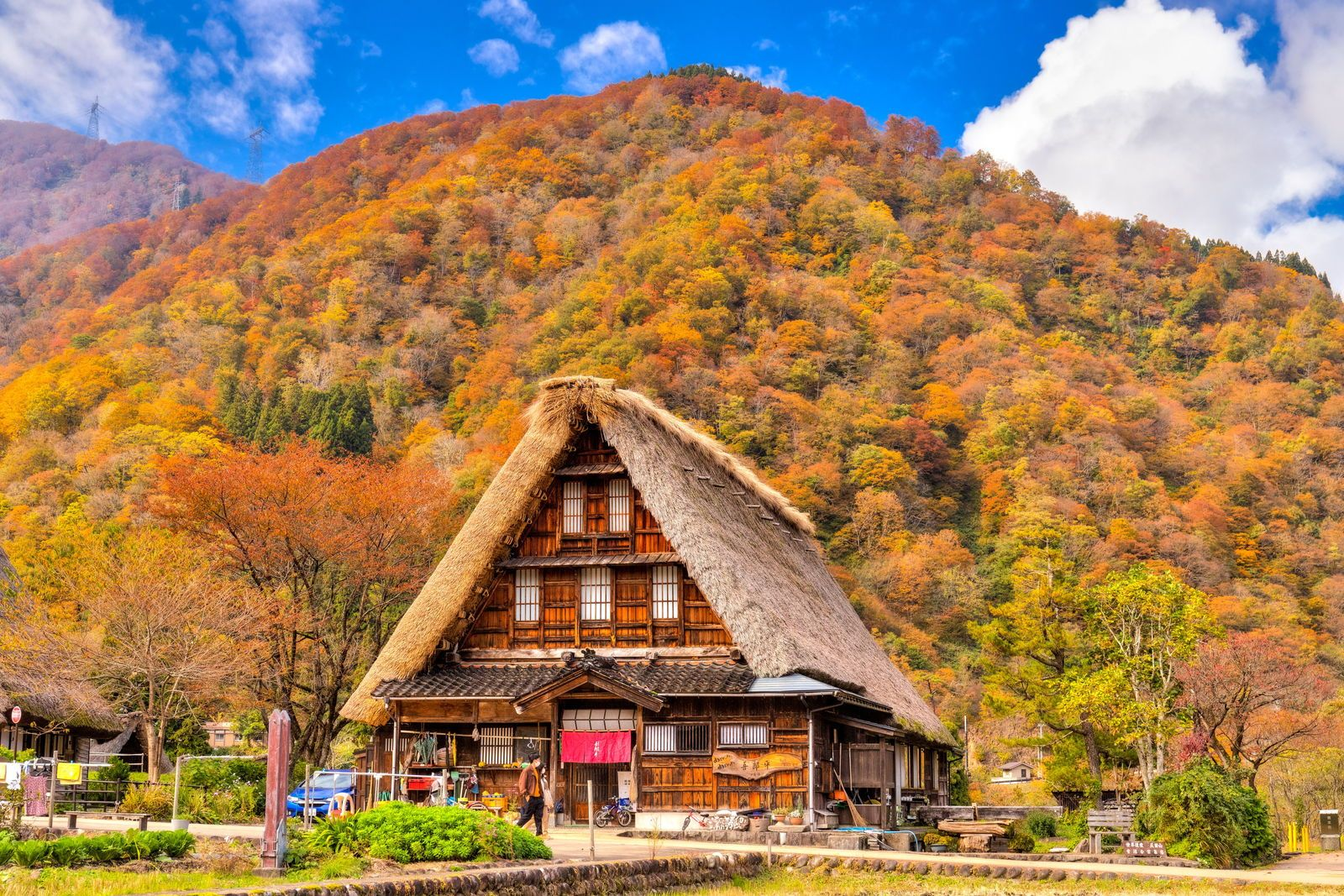
菅沼合掌造り集落（2022年11月）

## 課題

### 後継者問題
合掌造り家屋が減少していく懸念がある一方、集落内の合掌造りでない家屋は増加しており、伝統的な「結」を維持していくことが困難になってきている。非合掌造り家屋に住む住民にとっては、屋根の葺き替え労働などは一方的に負わされるだけになってしまうからである。この結果、現在の結は合掌造り家屋の保有者内で行なわれ、足りない人手は専門の業者やボランティアを頼ることになる。

### 観光地化
世界遺産登録後、急激に観光客が増加している。五箇山は世界遺産登録直後に約60万人から90万人に急増したが、その後やや落ち着き、2001年（平成13年）以降は70万人から80万人くらいで推移している。
これに対し白川村は、世界遺産登録の数年前には年間観光客数が60万人台後半で推移していたが、2002年（平成14年）には150万人を突破した。
急激に進んだ観光地化は、地域社会の生活面で様々な問題を引き起こしている。実際に人が住んでいることへの配慮に欠ける観光客が勝手に戸を開けるなど、住民のプライバシーを尊重しない重大なマナー違反もしばしば指摘される。
また、生活道路にまで観光客の自家用車が多く見られ、無断駐車も含め、住民生活に悪影響を及ぼしている。そうした混雑が観光地の良さを減殺しているとも指摘されている。白川村では2001年（平成13年）の交通社会実験を皮切りに交通対策に取り組んでおり、2009年（平成21年）9月から大型バスの通行規制が敷かれている。
観光客の増大を受け、白川村では旅館、土産物屋、喫茶店などが次々と建てられた。昭和40年代の景観を守るのが理想でも、それ自体がかなり困難になっているという認識は、世界遺産登録から2年と経たない時点で、関係者から示されていた。こうした観光客目当ての建物群は景観保護との関連で問題視され、観光客がひしめいて騒々しいこととあわせ、かつての物静かな山村の景観が失われた度合いは危機遺産に相当するレベルと見なす者もいる。他方で、白川村ではすでに第一次産業従事者が激減しており、高速道路全通に伴い従来の公共事業も減少していくとなれば、今後さらに観光業への依存度が高まるという予測もある。
なお、観光客の増大とは逆に一人当たりの滞在時間は減っており、宿泊客はむしろ漸減傾向にある。特にトイレ休憩・ゴミ捨て休憩を兼ねて短時間しか滞在しない団体旅行客の存在は、村にとって環境悪化を招くだけという指摘もある。滞在時間減少の理由としては、観光客の側に世界遺産の価値を深く理解しようという意思が欠けていることや、交通の便が良くなったことで往復が容易になったことなどが指摘されている。

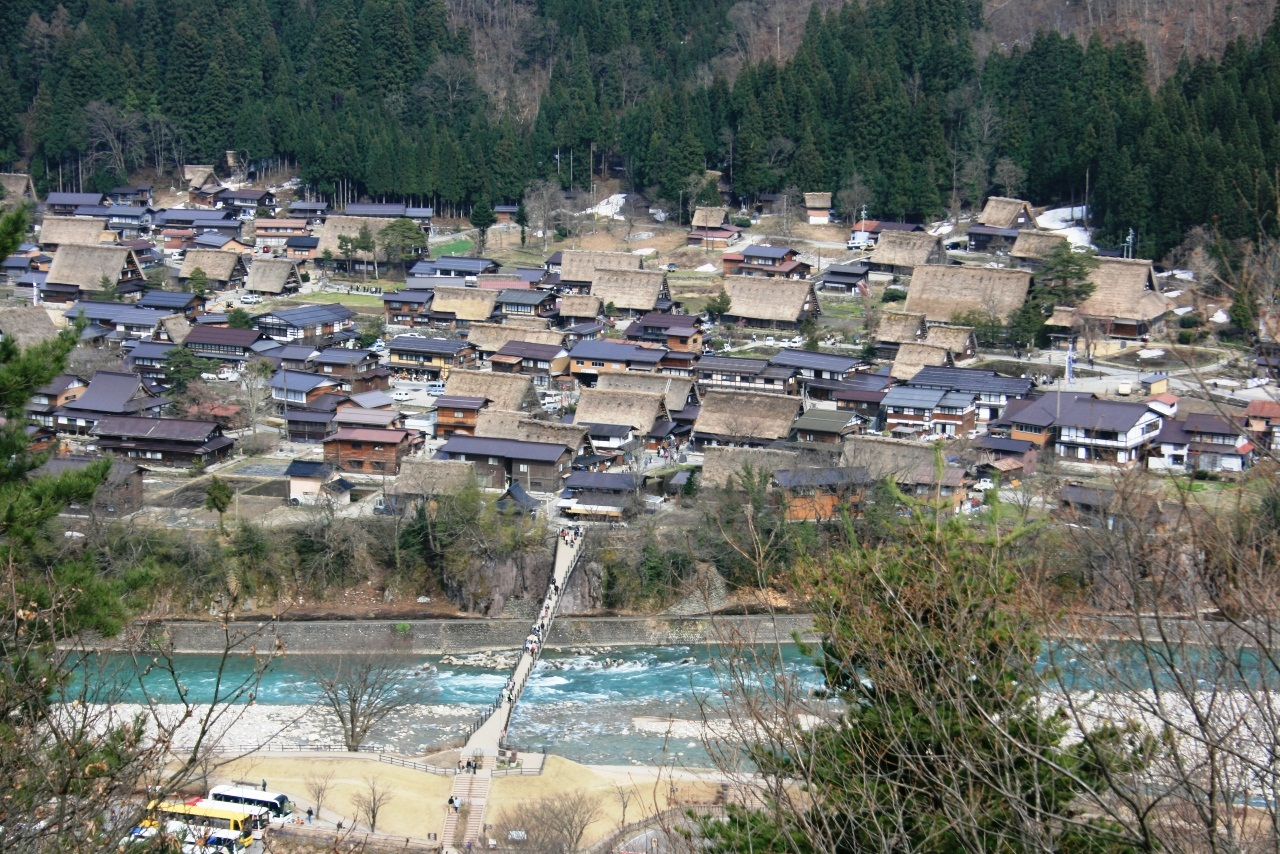
西側から見下ろす荻町集落。瓦屋根などの民家と合掌造りの建物が混在する。手前の橋は庄川に懸けられた「であい橋」。 （2010年（平成22年）4月）
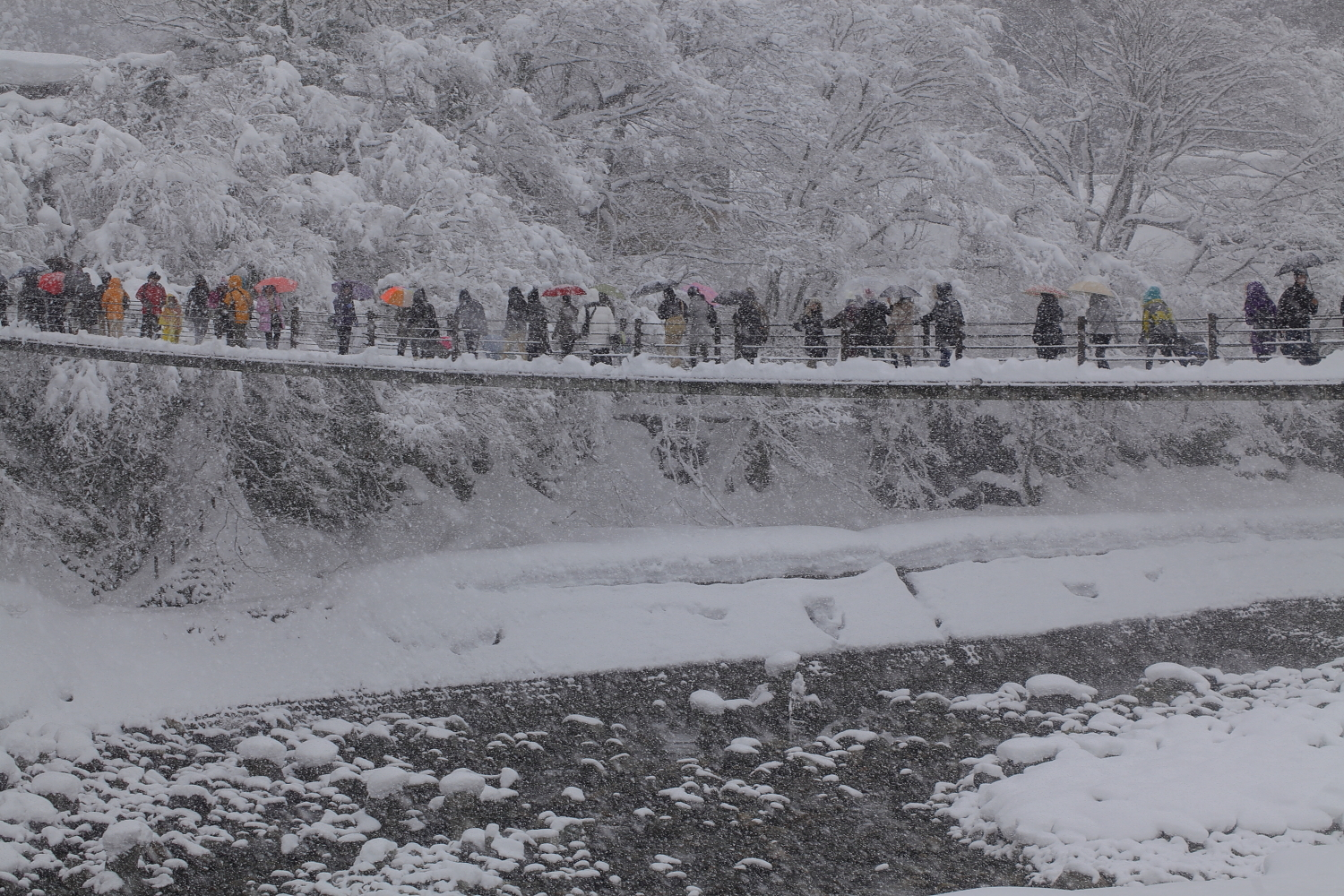
「であい橋」上で列をなす観光客。 （2015年（平成27年）2月）

## 交通アクセス

### 自動車
- E41 東海北陸道 - 白川郷IC（付近に道の駅白川郷）、五箇山IC
- 国道156号 - すべての合掌集落は庄川沿いの国道付近にある。荻町集落の集落の中央部を通る白川街道の西側に、荻町バイパスが開設されている。白川街道の中心部の区間では大型車両の通行が禁止され、マイカー規制がある。
- 白山白川郷ホワイトロード - 石川県側の白山市から両白山地を越えて白川郷に至る有料道路。冬期は積雪のため閉鎖される。

### バス
路線バス
- 高山濃飛バスセンター（高山駅） - 白川郷 - 五箇山菅沼 - 金沢駅前の高速バス（濃飛乗合自動車・北陸鉄道）
- 高山濃飛バスセンター - 白川郷 - 富山空港 - 富山駅前の高速バス（濃飛乗合自動車・富山地方鉄道）
- 高山濃飛バスセンター - 白川郷 - 新高岡駅 - 高岡駅前の高速バス（濃飛乗合自動車・加越能バス・イルカ交通）
- 下呂駅前 - 高山濃飛バスセンター - 白川郷の高速バス（濃飛乗合自動車）
- 高岡駅前 - 新高岡駅 - 城端駅前 - 相倉口 - 菅沼 - 白川郷の「世界遺産バス」（加越能バス）
- 名鉄バスセンター（名鉄名古屋駅） - 白川郷の高速バス（岐阜乗合自動車）
- 名古屋駅前 - 五箇山インター口の高速バス（イルカ交通）

定期観光バス
- 高山 - 五箇山 - 白川郷 - 高山の定期観光バス（濃飛乗合自動車）

### 航空路
- 富山空港、小松空港、中部国際空港